# Isonychia diversa
Isonychia diversa is een haft uit de familie van de Isonychiidae. De wetenschappelijke naam van de soort is voor het eerst geldig gepubliceerd in 1934 door Jay Traver.
De soort komt voor in het Nearctisch gebied.